# ISEKI (ミュージシャン)
ISEKI（イセキ、本名：井関 靖将（いせき やすまさ）、1980年10月17日 - ）は、日本の歌手。キマグレンメンバー。身長173cm。神奈川県・逗子市出身。神奈川県立追浜高等学校卒業、明治学院大学法学部中退。血液型A型。幼少期にシンガポールの在住経験がある。3人兄弟の末っ子。

## 来歴
1998年度HOTWAVE（横浜スタジアム）コンクールにて、最優秀ボーカル賞受賞。大学時代より本格的にバンド活動をスタートし、いくつかのバンド活動に参加する。
2005年に幼馴染のKUREIに声をかけられて、逗子海岸に海の家ライブハウス（現「音霊 OTODAMA SEA STUDIO」）を発足し、同年にキマグレンを結成する。
2015年の7月18日・19日のライブ『キマグレン FINAL CONCERT 2015 〜LAST SUMMER DAYS〜』をもって、キマグレンを解散。
同年12月に、1stライブ『MIDDLE MAN』を開催し、ソロアーティストとして活動開始。
2016年1月8日、LIVE会場限定で、初のアルバム「COFFEE & SOUL -demo tracks-」リリース。
2017年6月28日、徳間ジャパンよりカヴァーミニアルバム「AOR FLAVA -mellow green-」でソロデビューを果たした。
2019年10月18日、令和初にして、初のデジタルシングル「Parade」をリリース。

## 作品
※ ソロとしての活動のみを記載。

### アルバム
| 発売日         | タイトル                    | 規格品番   | 収録曲 | 備考               |
| -------------- | --------------------------- | ---------- | --- | ------------------ |
| 2016年1月8日   | COFFEE & SOUL -demo tracks- |            | 1. カルアミルク 2. 紺碧の海と真っ青な空の下で 3. PROMISE 4. Angelica 5. 陽だまり | LIVE会場限定販売CD |
| 2017年6月28日  | AOR FLAVA -mellow green-    | TKCA-74516 | 1. DOWN TOWN (シュガー・ベイブ) 2. しらけちまうぜ (小坂 忠) 3. ドラマティック・レイン (稲垣 潤一) 4. シングルベッド (シャ乱Q) 5. 接吻 (オリジナル・ラヴ) 6. 十人十色 (大江 千里) 7. メロディー (玉置 浩二) 8. HOLD YOU feat. 中田裕二 (※オリジナル・コラボ曲)                                    | オリコン最高270位  |
| 2017年8月30日  | AOR FLAVA -sweet blue-      | TKCA-74543 | 1. RIDE ON TIME (山下 達郎) 2. 君は天然色 (大滝 詠一) 3. ふたりの夏物語 (杉山 清貴 ＆ オメガトライブ) 4. カルアミルク (岡村 靖幸) 5. モンロー・ウォーク (南 佳孝) 6. 中央フリーウェイ (荒井 由実) 7. No End Summer (角松 敏生) 8. バブル・サマー feat. ジャンク フジヤマ (※オリジナル・コラボ曲) | オリコン最高202位  |
| 2017年10月25日 | AOR FLAVA -silky red-       | TKCA-74563 | 1. ルビーの指環 (寺尾 聰) 2. セクシャルバイオレットNo.1 (桑名 正博) 3. 東京ららばい (中原 理恵) 4. 月の裏で会いましょう (オリジナル・ラヴ) 5. じれったい (安全地帯) 6. 飾りじゃないのよ涙は (井上 陽水) 7. SEPTEMBER (竹内 まりや) 8. 街 feat.矢島舞美 (※オリジナル・コラボ曲)                   |                    |
| 2018年10月20日 | CROSS MIND                  |            | 1. 徒花 2. いつかの雨 3. 時よ 止まれ | LIVE会場限定販売CD |
| 2019年7月7日   | CROSS HEART                 |            | 1. Workman 2. いつかの雨 3. 夜間飛行 4. 紺碧の海と真っ青な空の下で 5. 陽だまり 6. Good Night 7. やっぱり 8. 泡沫の灯 9. 徒花 |                    |

### 配信限定シングル
| 発売日         | タイトル                                       | レーベル                           |
| -------------- | ---------------------------------------------- | ---------------------------------- |
| 2018年10月3日  | Workman                                        | 葉風舎                             |
| 2019年2月15日  | 夜間飛行                                       | 葉風舎                             |
| 2019年10月18日 | Parade                                         | USM JAPAN/ユニバーサルミュージック |
| 2020年1月22日  | ハレルヤ                                       | USM JAPAN/ユニバーサルミュージック |
| 2020年9月30日  | Can You Feel It                                | USM JAPAN/ユニバーサルミュージック |
| 2020年9月30日  | Can You Feel It (naotohiroyama Remix Ver.)     | USM JAPAN/ユニバーサルミュージック |
| 2021年11月25日 | 太陽と曇り空 / ISEKI×松本明人（真空ホロウ）    | USM JAPAN/ユニバーサルミュージック |
| 2021年3月10日  | reflection                                     | USM JAPAN/ユニバーサルミュージック |
| 2021年8月30日  | 波音が聴こえる                                 | USM JAPAN/ユニバーサルミュージック |
| 2021年10月15日 | DOWN-TOWNを脱け出そう / ISEKI & legato project | Legato/Anything Goes               |
| 2022年3月16日  | TORCH                                          | USM JAPAN/ユニバーサルミュージック |
| 2023年11月29日 | I'm here                                       | USM JAPAN/ユニバーサルミュージック |

### 参加作品
- SOFFet、アルバム『Jam the Universe』（2009年9月30日）
  - 音遊技 〜五段〜 with ISKEI（キマグレン）
- Sowelu、アルバム『Love & I. 〜恋愛遍歴〜』（2010年12月1日）
  - 誓いの紙 duet with ISEKI（キマグレン）
- Rake、アルバム『First Sight』（2011年6月1日）
  - Twilight feat. ISEKI（キマグレン）
- ダイスケ、アルバム「tsumugu」（2014年3月26日）
  - キミは太陽 feat. ISEKI(from キマグレン)
- RYO from ORANGE RANGE、アルバム「DELIGHT」（2015年9月16日）
  - Whisper feat. ISEKI
- 河口恭吾、配信限定シングル「lai・lai・lai (feat. ISEKI)」（2021年3月17日）
- 河口恭吾、アルバム「No Rain No Flower」（2021年11月24日）
  - lai・lai・lai (feat. ISEKI)

### 楽曲提供
作詞作曲
- 関ジャニ∞ クラゲ
  - アルバム「JUKE BOX」（2013年10月16日）
- 安倍なつみ 風を感じて
  - アルバム「Dreams」（2015年6月17日）

## ライブ

### ワンマンライブ
- 1st Live『MIDDLE MAN』（2015年12月、Music Club JANUS、横浜赤レンガ倉庫 1号館ホール）[2]

## その他の主な活動
- 横浜マラソン（2015年3月15日） - ゲストランナー（10kmの部）[3]
- Yamaha Acoustic Mind（2015年9月、赤坂BLITZ） - 総合プロデューサー[4]
- KIDS MUSIC EXPO (2018年3月4日、江東区文化センターホール）-歌・ギター

## 交友関係
- キマグレン以前に組んでいたバンド「COTE-DOR」には菅義偉第99代内閣総理大臣の長男も在籍していた[5]。